# Sinagoga de Asmara
La Sinagoga de Asmara (en hebreo: בית הכנסת של אסמרה) es el único edificio religioso superviviente de la comunidad judía en el país africano de Eritrea.  Incluye un cementerio judío, aulas y un santuario principal. Todos los aspectos de la sinagoga, hoy son atendidos por Samuel Cohen, un nativo de Asmara que permaneció en el país para cuidar de ella.